# Sean Pertwee
Sean Carl Roland Pertwee (ur. 4 czerwca 1964 w Londynie) – brytyjski aktor filmowy, telewizyjny, teatralny i głosowy. Wystąpił w roli doktora Talbota w brytyjskim dreszczowcu science-fiction Doomsday (2008) oraz Alfreda Pennywortha w serialu Gotham (2014–2019).

## Życiorys

### Wczesne lata
Urodził się w londyńskiej dzielnicy Hammersmith jako syn Ingeborgi Pertwee (z domu Rhoesa) i Jona Pertwee, brytyjskiego aktora, który grał Trzeciego Doktora w serialu Doktor Who. Jego matka była pochodzenia niemieckiego, a ojciec miał korzenie francuskie. Ma siostrę Dariel, aktorkę teatralną. W 1986 ukończył Bristol Old Vic Theatre School.

### Kariera
Wkrótce po ukończeniu studiów spędził trzy lata  w prestiżowej grupie teatralnej Royal Shakespeare Company, gdzie jednym z jego wczesnych znaczących sukcesów był wyreżyserowany przez Deborah Warner Tytus Andronikus.
W 1997 wystąpił w spektaklu teatralnym produkcji BBC pt. Tom Jones w roli kapitana Fitzpatricka. Spektakl opierał się na powieści Henry'ego Fieldinga pt. Historia życia Toma Jonesa, czyli dzieje podrzutka.
W 2011 został obsadzony w roli Olivera Reeda w programie radiowym pt. Burning Both Ends. Podkładał głos także w anglojęzycznych wersjach różnych gier, w tym m.in. w seriach Killzone i Fable.
W 2013, na uczczenie 50-lecia istnienia serialu, Sean Pertwee wystąpił w specjalnym programie pod nazwą The Five(ish) Doctors Reboot.
Był współwłaścicielem wytwórni filmowej Natural Nylon, wspólnie z Sadie Frost, Jude Law, Jonnym Lee Millerem i Ewanem McGregorem.

## Życie prywatne
12 czerwca 1999 ożenił się z Jacqui Hamilton-Smith, z którą miał bliźnięta, Alfreda i Gilberta, urodzone przedwcześnie, ok. świąt Bożego Narodzenia w 2001. Gilbert zmarł w kwietniu 2002.

## Filmografia

### Filmy
- 1993: Dzieci swinga (Swing Kids)
- 1994: Shopping jako Tommy
- 1997: Ukryty wymiar (Event Horizon) jako pilot Smith
- 1998: Żołnierz przyszłości (Soldier) jako Mace
- 1998: Opowieść o mumii (Tale of the Mummy) jako Bradley Cortese
- 1999: Kleopatra (Cleopatra, TV) jako Brutus
- 2001: Formuła (The 51st State) jako detektyw Virgil Kane
- 2002: Juliusz Cezar (Julius Caesar, TV) jako Tytus Labienus
- 2002: Dog Soldiers jako sierżant Harry G. Wells
- 2002: Equilibrium jako ojciec
- 2005: Gol! (Goal!) jako Barry Rankin
- 2006: Renaissance jako Montoya
- 2007: Gol 2 (Goal! 2: Living the Dream...) jako Barry Rankin
- 2008: Doomsday jako pan Talbot
- 2010: 4.3.2.1 jako pan Richards

### Seriale TV
- 1989: Poirot: Król klubów jako Ronnie Oglander
- 1991: Klaryssa (Clarissa) jako John Belford
- 1992: Kroniki młodego Indiany Jonesa (The Young Indiana Jones Chronicles) jako kapitan Heinz
- 2003: Budząc zmarłych (Waking the Dead) jako Carl Mackenzie
- 2006: Agatha Christie: Panna Marple (Agatha Christie’s Marple) jako dr Owen Griffith
- 2007: Dynastia Tudorów (The Tudors) jako angielski ambasador we Włoszech
- 2008: Kumple (Skins) jako żołnierz w pociągu / wykładowca Szymon
- 2010: Luther jako Terry Lynch
- 2013: Camelot jako Sir Ector
- 2013: Jo jako Charlie
- 2013: Agatha Christie: Panna Marple (Agatha Christie’s Marple) jako Sir George Stubbs
- 2013–2014: Elementary jako inspektor Lestrade
- 2014: Muszkieterowie (The Musketeers) jako Sarazin
- 2014–2019: Gotham jako Alfred Pennyworth
- 2019: Syn marnotrawny (Prodigal Son) jako Owen Shannon

### Gry komputerowe
- 2002: Medieval: Total War jako narrator
- 2003: Warhammer 40,000: Fire Warrior jako gubernator Severus (głos)
- 2004: Killzone jako pułkownik Gregor Hakha (głos)
- 2008: Fable II - głosy
- 2008: Killzone 2 jako pułkownik Mael Radec (głos)
- 2010: Fable III jako kapitan Saker (głos)
- 2012: PlayStation All-Stars Battle Royale jako pułkownik Mael Radec (głos)
- 2013: Assassin’s Creed IV: Black Flag jako Peter Chamberlaine (głos)